# Jim Jeffords
James Merrill Jeffords (n. 11 mai 1934, Rutland⁠(d), Vermont, SUA – d. 18 august 2014, Washington, D.C., District of Columbia, SUA) a fost un avocat și politician american care a fost senator american din Vermont. A jurat în Senat în 1989, el a servit ca republican până în 2001, când a părăsit partidul pentru a deveni independent și a început să discute cu democrații. Jeffords s-a retras din Senat în 2007. Înainte de a servi în Senat, el a fost reprezentant al SUA pentru Districtul congresual din Vermont⁠(d) din 1975 până în 1989.